# Senedjemib Inti
Senedjemib Inti est un vizir de l'Égypte antique (vers -2400) sous le règne du pharaon Djedkarê Isési de la Ve dynastie. Il portait également les titres de Chef de la justice ainsi que le titre de Directeur de tous les travaux du roi, ce qui fait de lui l'architecte en chef qui a probablement supervisé la construction de la pyramide de Djedkarê Isési à Saqqarah.
Il a exercé ces hautes fonctions du gouvernement de Pharaon lors de la deuxième partie du règne. Au cours de sa carrière, il reçut deux lettres personnelles du roi qu'il fera figurer en bonne place dans son mastaba à Gizeh.

## Généalogie
Il épouse Tjefi, qui sera inhumée avec lui et avec laquelle il a deux fils, Senedjemib Mehi qui occupera après lui la même fonction de vizir sous le règne d'Ounas, successeur de Djedkarê Isési, et Khnoumenti. Ils se feront bâtir leur mastaba à proximité de celui de leur père formant ainsi une véritable nécropole familiale à l'ouest de la pyramide de Khéops.

## Sépulture

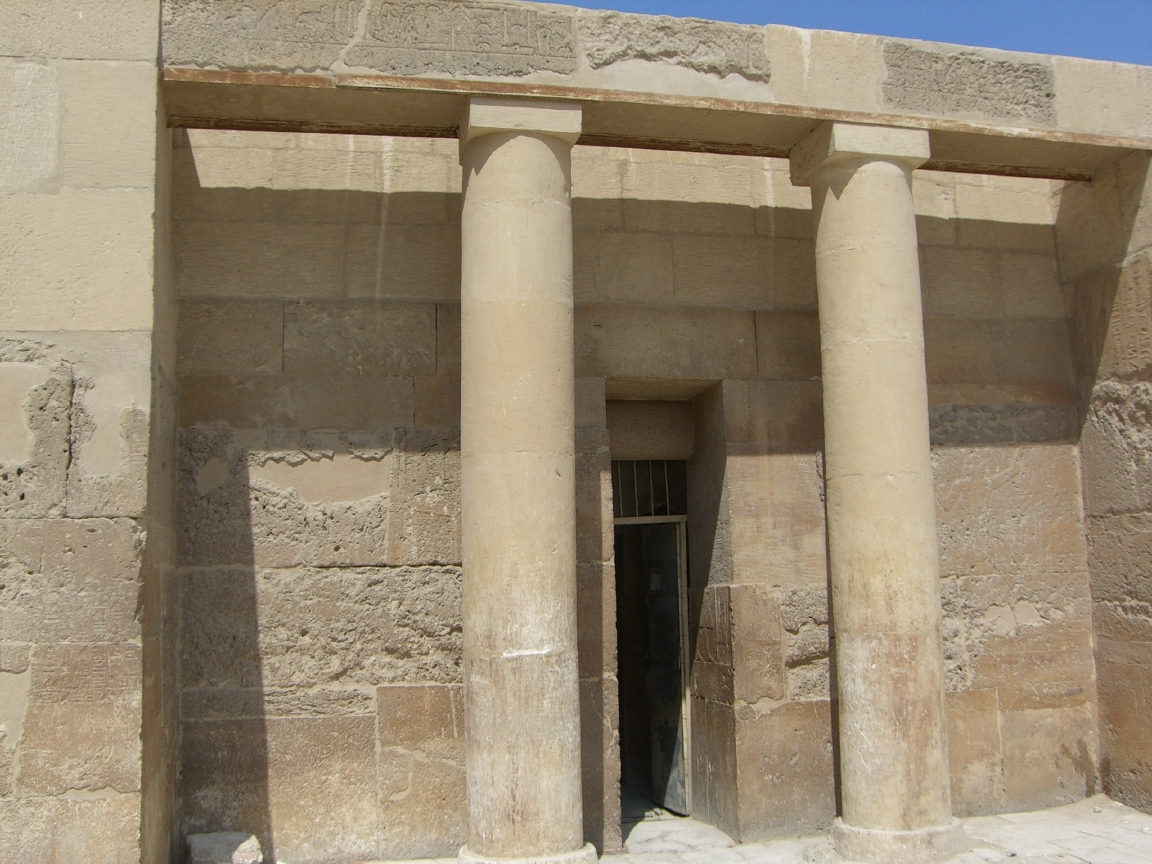
Façade à portique du mastaba de Senedjemib Inti à Gizeh